# Two's Missing
Two's Missing je kompilační album anglické rockové kapely The Who.

## Seznam skladeb

### Strana 1
1. "Bald Headed Woman" (Shel Talmy) – 2:09
2. "Under My Thumb" (Mick Jagger, Keith Richards) – 2:35
3. "My Wife (Live)" (John Entwistle) – 6:38
4. "I'm a Man" (Ellas McDaniel) – 3:11
5. "Dogs" (Pete Townshend) – 3:05
6. "Dogs Part Two" (Keith Moon) – 2:26
7. "Circles (Revised version)" (Townshend) – 2:09

### Strana 2
1. "The Last Time" (Jagger, Richards) – 2:50
2. "Water" (Townshend) – 4:32
3. "Daddy Rolling Stone" (Otis Blackwell) – 2:48
4. "Heatwave (Original version)" (Holland-Dozier-Holland) – 2:40
5. "Goin' Down (Live)" (Don Nix) – 3:41
6. "Motoring" (Ivy Jo Hunter, Phil Jones a William "Mickey" Stevenson) – 2:50
7. "Waspman" (Moon) – 3:05